# Flaga Federacji Bośni i Hercegowiny

Flaga Federacji Bośni i Hercegowiny

Flaga Federacji Bośni i Hercegowiny (bośn. Zastava Federacije Bosne i Hercegovine, chor. Stijeg Federacije Bosne i Hercegovine) była prostokątem podzielonym na trzy pionowe pola: zielone, białe i czerwone. W jej centrum umieszczony był herb Federacji. Flaga została przyjęta 5 listopada 1996 roku.
31 marca 2007 parlament Federacji Bośni i Hercegowiny zniósł symbole narodowe federacji, jako niekonstytucyjne, gdyż nie zawierały elementów symbolizujących żyjących w Federacji Serbów, co uznano za ich dyskryminację. Nadal nie przyjęto nowych.

## Symbolika
Kolor zielony oraz herb, który znajduje się po lewej stronie symbolizował Bośniaków, a kolor czerwony i herb z szachownicą miały reprezentować Chorwatów bośniackich. 10 gwiazd symbolizowało natomiast 10 kantonów, z których składa się federacja.